# Les Dàlies
Les Dàlies és un mercat de temàtica hippie que va ser fundat a Sant Carles de Peralta, a l'illa d'Eivissa, el 1985 per Juan Fernando Marí, conegut com a «Juanito de Les Dàlies», amb la col·laboració de la galerista anglesa Helga Watson-Todd. El mercat s'ubica als jardins i a l'interior de bar-restaurant homònim, un local que va obrir Juan Marí Juan (pare de Juanito de Les Dàlies), el 1954.

## Història

### Segle XX

#### Anys 1950

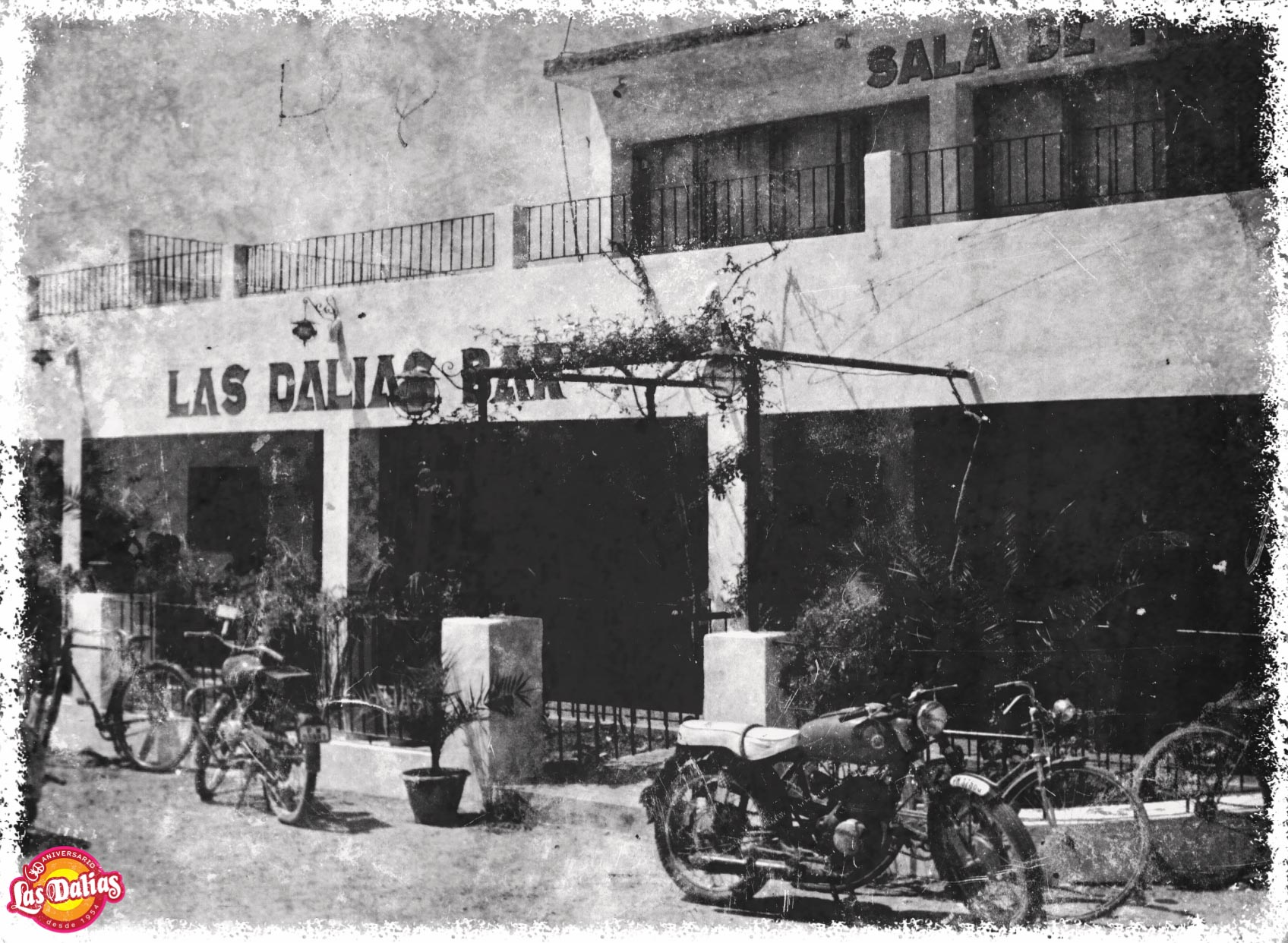
Vista de la façana de Les Dàlies poc després de la seva obertura

El 4 de novembre de 1954, el pagès i fuster Juan Marí Juan obrí les portes del bar Les Dàlies, situat a Sant Carles de Peralta, al nord de l'illa d'Eivissa, quatre anys abans que l'illa acollís el primer aterratge d'un vol amb estrangers espanyols i francesos. Tot i que en aquells temps l'economia de l'illa era bàsicament de subsistència, van començar a arribar els primers turistes atrets per l'ambient de llibertat que s'hi respirava, a diferència de l'ambient de l'Espanya franquista. Casualment, també el 1954 van descobrir l'illa Aristòtil Onassis, Rainier III de Mònaco i John Wayne, els primers integrants d'una llarga llista de famosos que van quedar corpresos de la bellesa de les illes Pitiüses.

#### Anys 1960
Les Dàlies reuneix autòctons i visitants, alguns d'ells membres del moviment beatnik. Intel·lectuals i artistes van trobar a Eivissa refugi, inspiració, llibertat i el dimanisme que faltava a l'Espanya grisa de postguerra. La Guerra del Vietnam i la construcció del mur de Berlín van provocar també l'arribada dels primers hippies estatunidencs i europeus que troben el seu paradís, sobretot, al nord d'Eivissa. Les Dàlies és, doncs, el punt de trobada de pagesos i aquests nous forasters.

#### Anys 1970

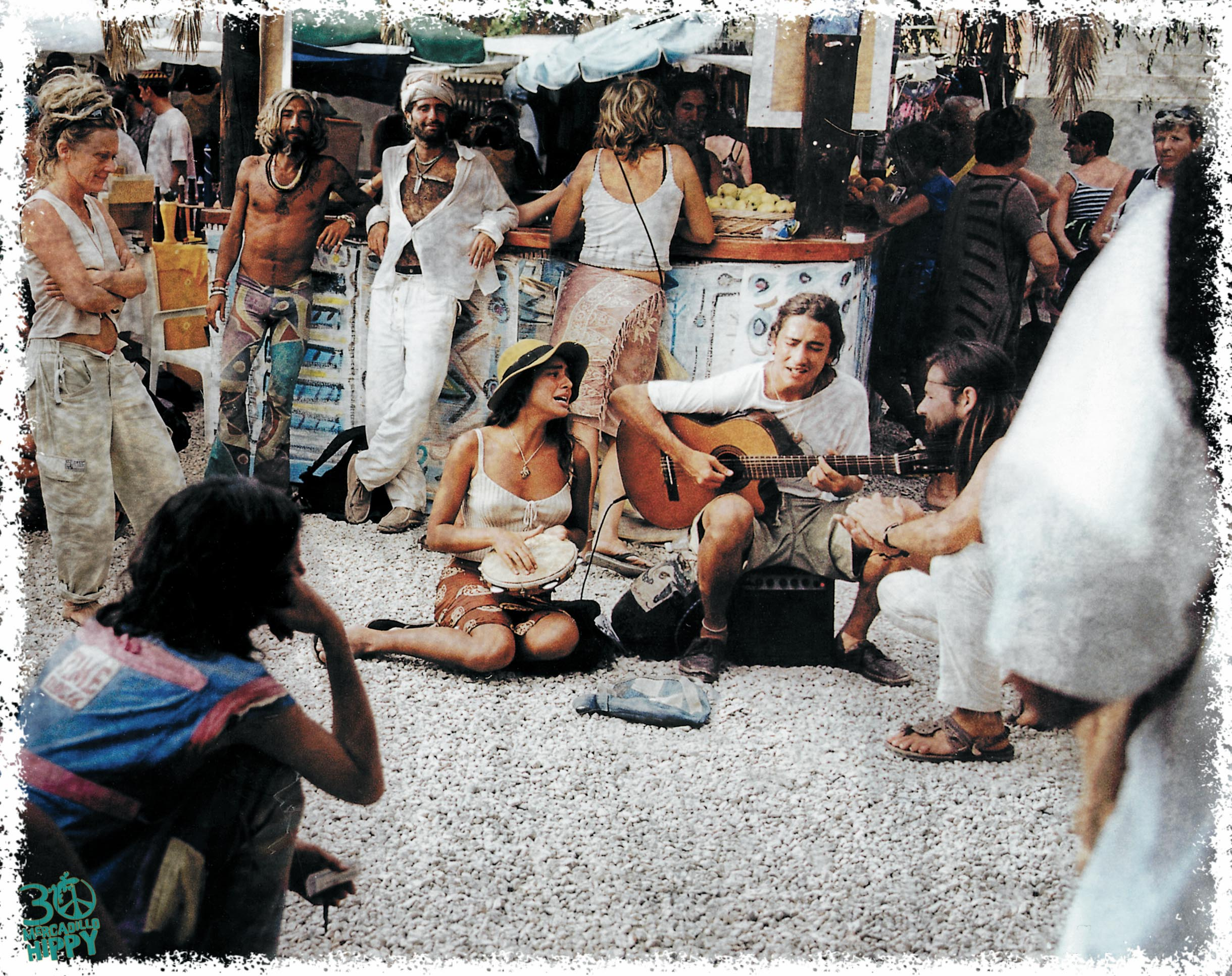
Una imatge que exemplifica l'ambient relaxat i hippy del mercat

Es converteix en costum que els hippies, músics i artesans que treballen al mercat d'Es Canar es relaxin a Les Dàlias després de la jornada laboral. A la música rock, pop i punk que s'escolta als seus concerts s'hi suma el reggae. Precisament el 1978 es produeix la llegendària actuació de Bob Marley a Eivissa.

#### Anys 1980
El 1983, la galerista anglesa Helga Watson-Todd i Juan Fernando Marí, obren una petita sala d'exposicions al costat del bar on s'exposen els nous creadors de l'illa. El seu següent projecte va ser un mercat de roba, artesania, ceràmica i tresors d'Orient. Així, el dia de Sant Valentí de 1985 neix el mercat de Les Dàlies amb cinc llocs al jardí. Un any després ja hi havia 50 artesans, alguns dels quals, al costat dels seus fills, segueixen treballant avui en dia al mercat. A l'escenari de Les Dàlies actuen estrelles del rock que arriben a Eivissa per a gravar en els prestigiosos Estudis Mediterrani, a Sant Llorenç de Balàfia. Després de les llargues sessions d'enregistrament, Les Dàlies es converteix en punt trobada per a concerts improvisats d'aquests mateixos artistes.

#### Anys 1990

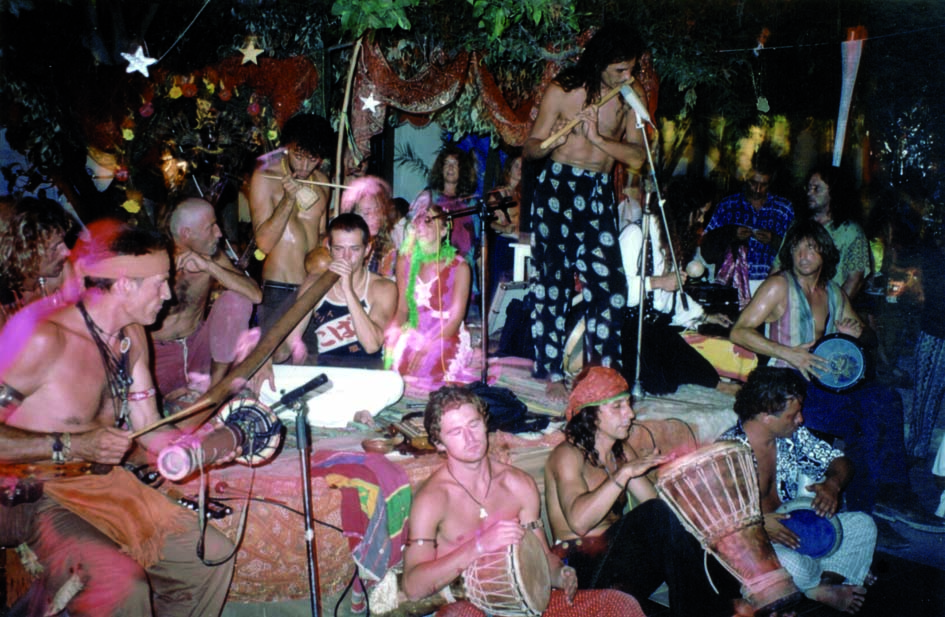
La festa Nàmaste és una de les senyes d'identitat de Les Dàlies

Es programen esdeveniments culturals, obres teatrals i festes durant tot l'any. És l'època dels concerts en homenatge als mites d'una generació com The Rolling Stones, John Lennon, Buddy Holly i altres. També neix la festa Nàmaste, hospitalària i alternativa, que se centra en les músiques del món i en oferir un ambient inspirat en Orient. La seva decoració i les seves innovadores propostes musicals són una alternativa al panorama musical electrònic que domina l'illa.

### Segle XXI

#### Anys 2000
La programació musical s'amplia i per l'escenari passen els millors grups espanyols de música pop i rock. Les sol·licituds per a muntar una parada al mercat procedeixen d'arreu de món i comença a haver-hi llista d'espera. El 2010 ja són més de 200 parades d'artesania que s'instal·len a l'interior i als jardins de Les Dàlies. Neix el mercat dels diumenges i el Night Market, que se celebra durant les nits dels dilluns i dimarts d'estiu. Les Dàlies té cada vegada més presència en els mitjans de comunicació i en les fires internacionals de turisme, on es convidada pel Consell Insular d'Eivissa.
El 2009 neix Las Dalias Eivissa & Formentera Magazine, una publicació que reuneix articles sobre els pioners del mercat, els nous artesans, reportatges sobre la naturalesa de l'illa i editorials de moda enfocats a l'estil més hippy.

#### Anys 2010
Més d'un centenar de parades es traslladen per primera vegada fora d'Eivissa. A Madrid arriba «Les Dàlies On The Road», una caravana d'artesans que porta el mercat a la capital de Castella en dues ocasions (2010 i 2011) i a Amsterdam en dues més (2014 i 2016). El 2014, Les Dàlies compleix 60 anys. Un any més tard se celebra el 30 aniversari del mercat i Manu Chao, amb 4.000 espectadors, Macaco i Chambao ofereixen concerts notables. L'oferta cultural i gastronòmica de Les Dàlies es diversifica.

## Premi Internacional de Conte Les Dàlies

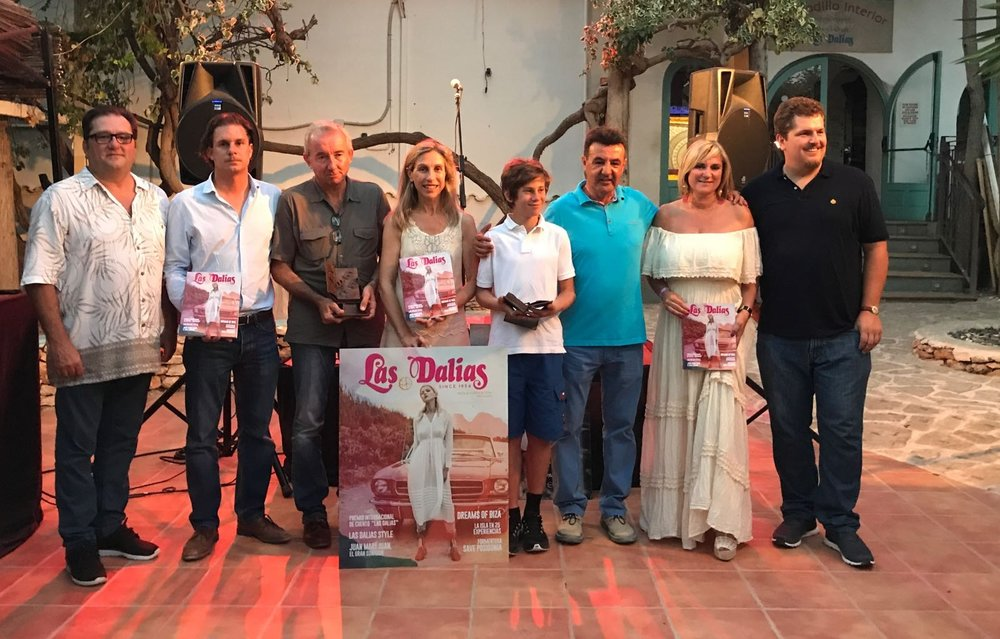
Jesús Turel, Salvador Losa, Gonzalo Calcedo, Carme Ferrer, Kian Taber Köhler, Juan Marí, Marta Díaz i Ben Clark en el lliurament de premis

El Premi Internacional de Conte Les Dàlies va néixer el 2017 i aconseguí aplegar més de 4.000 participants en les dues primeres edicions, fet que el converteix en el premi literari amb més èxit de participació de les Illes Balears. Aquest premi està coordinat pel poeta eivissenc Ben Clark. El premi està pensat per a relats de fins a 1.000 paraules i està dotat amb 3.000 euros per al guanyador i la publicació del relat a la revista Las Dalias Ibiza & Formentera Magazine.